# Pushmataha

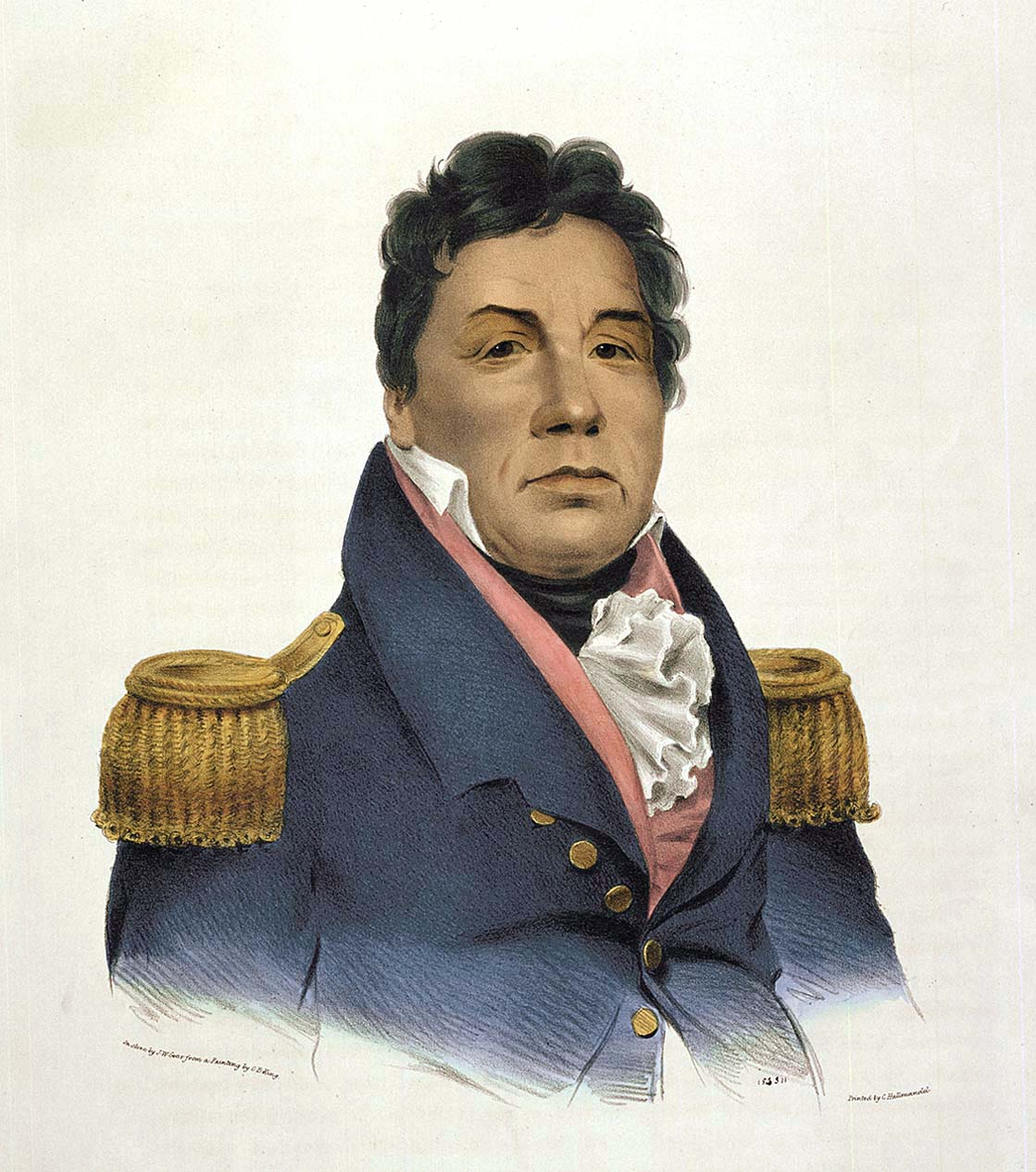
Pushmataha

Pushmataha, auch Apushim-alhtala (* 1764 am Noxuba-River, Mississippi; † 24. Dezember 1824 in Washington, D.C.), war ein Häuptling der Choctaw-Indianer.
Geboren wurde er am Noxuba-River (Mississippi). Kämpfte als Oberstleutnant (Lieutenant Colonel) an der Seite von General Andrew Jackson gegen die Muskogee-Indianer. Pushmataha starb in Washington, D. C. vermutlich an einer Grippe.